# Julischka

Zwei Flaschen Julischka verschiedener Größe

Julischka ist eine kroatische Likörspezialität.
Julischka ist eine Mischung aus zwei alkoholischen Getränken: dem Pflaumenbranntwein Sliwowitz und dem Birnenlikör Kruškovac.
Der Alkoholgehalt des nach traditioneller kroatischer Rezeptur hergestellten Julischka beträgt 25 Vol.-%. Seine Farbe ist klar golden, der Geschmack vergleichsweise mild und fruchtig-süß. Getrunken wird Julischka pur oder auf Eis. Er wird auch als Aperitif, im Kaffee oder erwärmt serviert.

## Einzelnachweis
1. ↑  Julischka. In: kroatische-feinkost.de. Abgerufen am 2. Oktober 2017.